# 黄門侍郎
黄門侍郎（こうもんじろう）は、中国の官職名の一つ。時代によっては、給事黄門侍郎（きゅうじこうもんじろう）とも呼ばれた。略して黄門（こうもん）ということもある。後代には、門下侍郎（もんかじろう）となった。

## 概要・沿革
秦において、皇帝の勅命を伝達する官職として創始され、漢以降の歴代王朝にも受け継がれた。秦や漢では、禁中の門（禁門）が黄色に塗られていて「黄門」と呼ばれていたため、皇帝に近侍するこの官職（郎官）は「黄門侍郎」と称されるようになった。後漢では「給事黄門侍郎」と改称した官職が置かれ、魏・晋に受け継がれた。その指揮下には宦官の小黄門などがあった。
隋・唐のときに、詔勅を審議する門下省所属の副長官とされた。唐の6代皇帝玄宗治下の天宝元年（742年）には「門下侍郎」と改称された。
北宋の6代皇帝神宗は、唐末から形骸化していた官制を改革する「元豊の改革」を元豊3年（1080年）から断行し、尚書左僕射（尚書省の副長官）に門下侍郎を兼任させて宰相の職務を遂行させた。
北宋の8代皇帝徽宗の政和年間に、左僕射は太宰兼門下侍郎と改められた。靖康年間に、尚書左僕射兼門下侍郎に戻された。南宋の建炎年間には、宰相は尚書左右僕射同中書門下平章事となったが、乾道年間にまた左丞相となった。
金や元では、門下侍郎は廃止された。

## 唐名として
日本の官職を唐名で呼ぶようになったとき、中納言は中国のこの官職に相当すると見なされて「黄門侍郎」、後には略して「黄門」と呼ばれるようになった。例えば、水戸の中納言（徳川光圀）は「水戸黄門」という具合である。